# Detective Conan: La decimocuarta víctima
Meitantei Conan Jūyon banme no Tagetto (１４番目の標的 en España e Hispanoamérica como Detective Conan: La decimocuarta víctima) es el título del segundo largometraje de la serie de anime y manga Detective Conan. 
Ha sido estrenado en Japón el 18 de abril de 1998, el 6 de octubre de 2010 en Hispanoamérica por Cityfamily y el 17 de diciembre de 2010 en España por Cartoon Network.

## Personajes
A continuación se muestra una lista de los personajes que aparecen solo en la película:
- Joe Murakami: Anteriormente había trabajado como crupier en un casino. Fue detenido por Kogoro Mouri y Juzo Megure, pero acaba saliendo de la cárcel. Se intuye que él es el asesino en serie que comienza a matar a todos los conocidos de Mouri.

- Peter Ford: Presentador de televisión.

- Minoru Nishina: Ensayista que escribe sobre vinos.

- Towako Okano: Propietaria del "Club Towako”, es una amiga de Mouri.

- Shishido Eimei: Fotógrafo famoso.

- Nana Osanai: Modelo. Conduce de una forma temeraria.

- Kohei Sawaki: Sommelier, tiene grandes conocimientos sobre vinos.

- Katsuyoshi Asashi: Dueño de “Aqua Crystal”.

- Hiroki Tsuji: Golfista, es considerado como uno de los 10 mejores del mundo.

## Música
El ending de la película es “Shōjo no Koro ni Modotta Mitai ni” del grupo ZARD. Katsuo Ono compuso 36 nuevos temas para la película que serán utilizados a partir del episodio 86 en la serie.
En España se emitió el ending en su versión original. Sin embargo en Hispanoamérica, se escuchó una versión en karaoke del tema original, ya que TMS Entertainment ordenó que si la canción no se doblaba se tendría que emitir una versión instrumental de la misma.

## Edición en DVD
En Japón la película salió a la venta en VHS el 14 de abril de 1999. Posteriormente, y con la incursión del DVD en el mercado, se decidió relanzar el largometraje en una nueva edición en DVD el 28 de marzo de 2001. El 24 de junio de 2011 salió en Japón la versión Blu Ray.
En México el film ha salido a la venta el día 10 de diciembre de 2011 en formato DVD siendo distribuido por la compañía Distrimax-Gussi.
En España la compañía Jonu Media, quien posee los derechos sobre la serie para lanzarla al mercado audiovisual, no ha mostrado interés por su parte en realizar una edición DVD.

## Taquilla
En la taquilla japonesa, la película obtuvo ingresos para los distribuidores (alquileres) de ¥ 1,05 mil millones, y una taquilla total bruta de ¥ 1,85 mil millones.

## Seiyu / Voces
| Personaje           | Voz Japonesa      | Voz Latina         | Voz Española              |
| ------------------- | ----------------- | ------------------ | ------------------------- |
| Shinichi Kudo       | Kappei Yamaguchi  | Víctor Ugarte      | Juan Navarro              |
| Conan Edogawa       | Takayama Minami   | Víctor Ugarte      | Diana Torres              |
| Ran Mouri           | Wakana Yamazaki   | Mayra Arellano     | Carolina Tak              |
| Kogoro Mouri        | Akira Kamiya      | Víctor Covarrubias | Angel Amorós              |
| Profesor Agasa      | Kenichi Ogata     | Jaime Vega         | Salvador Serrano          |
| Inspector Megure    | Chafūrin          | Roberto Mendiola   | Francisco Andrés Valdivia |
| Detective Shiratori | Kaneto Shiozawa   | Jesús Barrero      | Miguel Ángel del Hoyo     |
| Genta Kojima        | Wataru Takagi     | Jesús Barrero      | José Carabias             |
| Ayumi Yoshida       | Yukiko Iwai       | Claudia Motta      | Marta Sáinz               |
| Mitsuhiko Tsubaraya | Ikue Ohtani       | Miguel Ángel Ruiz  | Gema Carballedo           |
| Sonoko Suzuki       | Naoko Matsui      | Sandra Pavón       | Mercedes Espinosa         |
| Jou Murakami        | Eiichirō Suzuki   | ?                  | Miguel Ángel Pérez        |
| Eri Kisaki          | Gara Takashima    | Mónica Manjarrez   | Marta Sáinz               |
| Peter Ford          | Andy Holyfield    | Raúl de la Fuente  | César Díaz                |
| Minoru Nishina      | Hirokata Suzuoki  | ?                  | Emilio García             |
| Midori Kuriyama     | Asako Dodo        | ?                  | Gema Carballedo           |
| Nana Osanai         | Maya Okamoto      | Diana Pérez        | Gema Carballedo           |
| Towako Okano        | Miyuki Ichijô     | ?                  | Mercedes Espinosa         |
| Kohei Sawaki        | Ryusei Nakao      | Ricardo Méndez     | José María Carrero        |
| Hiroki Tsuji        | Takashi Taniguchi | Kaihiamal Martínez | Miguel Ángel Pérez        |
| Shishido Eimei      | Ryusei Nakao      | Daniel Abundis     | César Díaz                |

## La película en el mundo
| #  | País           | Título                                    | Estreno                 |
| -- | -------------- | ----------------------------------------- | ----------------------- |
| 1  | Alemania       | Detektiv Conan: Das 14. Ziel              | 1 de octubre de 2007    |
| 2  | Cataluña       | El detectiu Conan: La catorzena víctima   | 24 de enero de 2010     |
| 3  | México         | Detective Conan: La decimocuarta víctima  | 6 de octubre de 2010    |
| 4  | Estados Unidos | Case Closed: The Fourteenth Target        | 20 de octubre de 2007   |
| 5  | Japón          | Meitantei Conan: 14 banme no target       | 18 de abril de 1998     |
| 6  | Francia        | Détective Conan: La quatorizième cible    | 21 de noviembre de 2007 |
| 7  | Italia         | Detective Conan: L´ asso di piche         | 27 de diciembre de 2005 |
| 8  | Arabia Saudí   | المحقق كونان: العد التنازلي لناطحة السحاب | 12 de diciembre de 2008 |
| 9  | Corea del Sur  | 명탐정 코난 극장판 2기 - 14번째 표적      | 4 de agosto de 2008     |
| 10 | China          | 名偵探柯南 第14號獵物                     | 4 de agosto de 2008     |
| 11 | España         | Detective Conan: La decimocuarta víctima  | 17 de diciembre de 2010 |
| 12 | Galicia        | O detective Conan: A décimo cuarta vítima | 26 de diciembre de 2012 |
| 13 | Taiwán         | 名偵探柯南：第十四號獵物                  | 7 de julio de 1998      |